# تشارلز جيمس (لاعب كرة قدم أمريكية)
تشارلز جيمس (بالإنجليزية: Charles James)‏ هو لاعب كرة قدم أمريكية أمريكي، ولد في 14 مايو 1990 في جاكسونفيل في الولايات المتحدة.

## وصلات خارجية
- تشارلز جيمس على موقع مرجع كرة القدم المحترفة.كوم (الإنجليزية)